# Aarhus Brandstation
Aarhus Brandstation har til huse i en bygning fra 1904 på Ny Munkegade i Øgadekvarteret i Aarhus.

## Historie

### Fra sprøjtehus til brandstation
I slutningen af 1800-tallet var tiden løbet fra Aarhus Brandvæsens små sprøjtehuse og byen havde brug for en stor og moderne brandstation. Drivkraften bag oprettelsen af en brandstation var primært brand- og bygningsinspektør Eduard Ludvig Frederik Springborg. I 1901 sendte Springborg følgende bøn til Aarhus Byråd: 
”Jeg tillader mig derfor herved indtrængende at anmode Kommisionen om at foranledige, at der anvises en Plads … paa Bispetoften, og at denne Plads overlades Brandvæsenet snarest muligt…”
Udvalget for Byens Udvidelse og Bebyggelse kunne dog ikke imødekomme Springborgs ønske om en placering på Bispetoften – området ved Musikhuset og Rådhusparken. I stedet anviste udvalget en plads ved Christiansgade og Mørksgade. Heller ikke den placering kunne byrådet enes om, og til sidst faldt valget på en grund ved Ny Munkegade og Thunøgade, hvor brandvæsnet i forvejen havde et øvelsestårn.
Springborg var dog ikke tilfreds med denne beslutning, hvorfor han endnu engang henvendte sig til byrådet. Anken var at bygningen på den skæve grund umulig kunne komme til at ”… blive en Pryd for Kvarteret”. Springborgs indvendinger blev dog overhørt og opførelsen af bygningen blev gennemført med Sophus Frederik Kühnel, der også havde stået bag brandstationens nabo, Ny Munkegades Skole – i dag Elise Smiths Skole - som arkitekt. 
Det stejle terræn viste sig at volde andre problemer end det rent æstetiske. Planeringen af den stejle grund blev nemlig dyrere end opførelsen af selve bygningen. Der var også andre udfordringer i forhold til Ny Munkegades stejle karakter. I starten af 1900-tallet var brandvognene endnu hestetrukne, og selvom det kunne gå hurtigt, når hestene skulle rykke ud ned ad bakken, var det en anden snak, når turen gik op ad bakken.

### En moderne station
Århus Stiftstidende havde været på besøg på brandstationen kort før den officielle åbning. Her kunne avisen blandt andet reportere følgende fra bygningen, som var bygget i ”nærmest gammel nordisk Borgstil”: ”Der er en morsom lille Enkelthed i den ny Bygning. Da vi gik igennem Sprøjtehuset opdagede vi i det ene Hjørne en Klatrestang, der ved nærmere Eftersyn viste sig at gaa op gennem et Hul i Loftet til Etagen ovenover”. Det var naturligvis brandstangen, Stiftstidende var stødt på. 
I det hele taget var den nye brandstation fyldt med moderne teknologi. Efter et besøg på stationen i 1908 kunne avisen berette om seletøj, der hang over hestene i ”automatiske Udløsningsapparater”, så der kun gik 20 sekunder fra alarmen lød, til brandkorpset var klar til udrykning. 

### Modernisering og udvidelser
Ved brandstationens indvielse i begyndelsen af 1904 var det kun en tredjedel af det projekterede byggeri, der var blevet opført. ”...ad Aare vil der da oppe paa Munkebakken rejse sig et flot og kønt ’Brandpalæ’, som kan danne Ramme om vort flinke Brandkorps daglige Virksomhed”. Skrev Stiftstidende om de kommende udvidelsesplaner. 
Gennem årene er stationen da også blevet løbende udvidet. I 1924-1925 blev tilføjet to remiser, i 1925 blev opført et nyt øvelsestårn, i 1930’erne kom en helt ny administrationsbygning til, og senere er også blevet tilføjet en ny garagebygning, ligesom bygningen gennem tiden har gennemgået et par moderniseringer. 
Alligevel er de oprindelige udvidelsesplaner aldrig blevet helt gennemført, og i dag er brandstationen løbet tør for udvidelsesmuligheder. Allerede i 1950’erne blev der søgt efter en større grund, og det bliver der stadigt. Hvad de gamle bygninger på Ny Munkegade 15 fremover kommer til at rumme står derfor endnu hen i det uvisse. 

## Eksterne kilder og henvisninger
- Springborgs Drenge - Århus Brandvæsen gennem 125 år, Red. Per Ryolf, Aarhus Brandvæsen og Aarhus Brandkorpsforening, 2010
- E. Springborgs Levnedsbeskrivelse (1901), i Folk i Århus (red. Tage Kaarsted), 1987, s. 110-118
- Harald Møller, Gennem ild og vand i 75 år, Aarhus Brandkorpsforening, 1960
- Preben Rasmussens udklipssamling, Erhvervsarkivet
- Aarhus Byråds Forhandlinger 28.01.1901, 21.11.1901, 10.07.1902
- Aarhus Byråds Forhandlinger for lukkede døre 10.07.1913, 29.01.1914
- Århus Stiftstidende 12.12.1903, 17.01.1904, 17.05.1908, 27.05.1940, 09.12.1940, 14.06.1941, 27.06.1941, 30.11.1941, 02.06.1942, 16.08,1942
- Århus Amtstidende 29.11.1946, 02.10.1953
- Artiklen er tilpasset efter artiklen på AarhusWiki (historik CC BY-SA 3.0) .

56°9′40.61″N 10°12′11.06″Ø / 56.1612806°N 10.2030722°Ø